# Lista över fornlämningar i Östhammars kommun (Hökhuvud)
Lista över fornlämningar i Östhammars kommun (Hökhuvud) är en förteckning av ett urval av de fornlämningar som finns i Hökhuvud i Östhammars kommun.
| Namn                                       | Lämningstyp                 | Tillkomsttid | Historisk indelning | Plats           | Läge                 | ID-nr          | Bild                                 |
| ------------------------------------------ | --------------------------- | ------------ | ------------------- | --------------- | -------------------- | -------------- | ------------------------------------ |
| Hökhuvud 1:1                               | Runristning                 |              | Hökhuvud, Uppland   |                 | 60.243850, 18.197242 | 10024400010001 | Ladda upp en bild av detta fornminne |
| Hökhuvud 2:1                               | Grav markerad av sten/block |              | Hökhuvud, Uppland   |                 | 60.241577, 18.196645 | 10024400020001 | Ladda upp en bild av detta fornminne |
| Hökhuvud 3:1                               | Gravfält                    |              | Hökhuvud, Uppland   |                 | 60.232026, 18.187395 | 10024400030001 | Ladda upp en bild av detta fornminne |
| Hökhuvud 5:1                               | Runristning                 |              | Hökhuvud, Uppland   |                 | 60.229869, 18.186537 | 10024400050001 | Ladda upp en bild av detta fornminne |
| Hökhuvud 6:1                               | Hög                         |              | Hökhuvud, Uppland   |                 | 60.228560, 18.180351 | 10024400060001 | Ladda upp en bild av detta fornminne |
| Hökhuvud 6:2                               | Stensättning                |              | Hökhuvud, Uppland   |                 | 60.228803, 18.180593 | 10024400060002 | Ladda upp en bild av detta fornminne |
| Hökhuvud 7:1                               | Hög                         |              | Hökhuvud, Uppland   |                 | 60.222726, 18.189536 | 10024400070001 | Ladda upp en bild av detta fornminne |
| Hökhuvud 7:2                               | Hög                         |              | Hökhuvud, Uppland   |                 | 60.222632, 18.189660 | 10024400070002 | Ladda upp en bild av detta fornminne |
| Hökhuvud 7:3                               | Hög                         |              | Hökhuvud, Uppland   |                 | 60.222541, 18.189785 | 10024400070003 | Ladda upp en bild av detta fornminne |
| Hökhuvud 8:1                               | Gravfält                    |              | Hökhuvud, Uppland   |                 | 60.221164, 18.186843 | 10024400080001 | Ladda upp en bild av detta fornminne |
| Hökhuvud 9:1                               | Stensättning                |              | Hökhuvud, Uppland   |                 | 60.220832, 18.188669 | 10024400090001 | Ladda upp en bild av detta fornminne |
| Hökhuvud 9:2                               | Stensättning                |              | Hökhuvud, Uppland   |                 | 60.220811, 18.188862 | 10024400090002 | Ladda upp en bild av detta fornminne |
| Hökhuvud 10:1                              | Röse                        |              | Hökhuvud, Uppland   |                 | 60.231288, 18.221809 | 10024400100001 | Ladda upp en bild av detta fornminne |
| Hökhuvud 13:1                              | Gravfält                    |              | Hökhuvud, Uppland   |                 | 60.245014, 18.197786 | 10024400130001 | Ladda upp en bild av detta fornminne |
| Hökhuvud 14:1                              | Röse                        |              | Hökhuvud, Uppland   |                 | 60.260153, 18.199890 | 10024400140001 | Ladda upp en bild av detta fornminne |
| Upplands runinskrifter 597 (Hökhuvud 16:1) | Runristning                 |              | Hökhuvud, Uppland   | Hökhuvuds kyrka | 60.216585, 18.208140 | 10024400160001 | Ladda upp en bild av detta fornminne |
| Hökhuvud 19:1                              | Gravfält                    |              | Hökhuvud, Uppland   |                 | 60.216598, 18.211522 | 10024400190001 | Ladda upp en bild av detta fornminne |
| Fornängen (Hökhuvud 20:1)                  | Gravfält                    |              | Hökhuvud, Uppland   |                 | 60.219860, 18.237445 | 10024400200001 | Ladda upp en bild av detta fornminne |
| Hökhuvud 21:1                              | Gravfält                    |              | Hökhuvud, Uppland   |                 | 60.216978, 18.222330 | 10024400210001 | Ladda upp en bild av detta fornminne |
| Hökhuvud 22:1                              | Gravfält                    |              | Hökhuvud, Uppland   |                 | 60.222303, 18.220164 | 10024400220001 | Ladda upp en bild av detta fornminne |
| Torer Höks grav (Hökhuvud 26:1)            | Gravfält                    |              | Hökhuvud, Uppland   |                 | 60.216545, 18.216890 | 10024400260001 | Ladda upp en bild av detta fornminne |
| Hökhuvud 31:1                              | Gravfält                    |              | Hökhuvud, Uppland   |                 | 60.214904, 18.234250 | 10024400310001 | Ladda upp en bild av detta fornminne |
| Hökhuvud 32:1                              | Gravfält                    |              | Hökhuvud, Uppland   |                 | 60.213429, 18.238545 | 10024400320001 | Ladda upp en bild av detta fornminne |
| Hökhuvud 33:1                              | Röse                        |              | Hökhuvud, Uppland   |                 | 60.213913, 18.241112 | 10024400330001 | Ladda upp en bild av detta fornminne |
| Hökhuvud 34:1                              | Gravfält                    |              | Hökhuvud, Uppland   |                 | 60.141671, 18.215834 | 10024400340001 | Ladda upp en bild av detta fornminne |
| Hökhuvud 35:1                              | Gravfält                    |              | Hökhuvud, Uppland   |                 | 60.142805, 18.208995 | 10024400350001 | Ladda upp en bild av detta fornminne |
| Hökhuvud 36:1                              | Gravfält                    |              | Hökhuvud, Uppland   |                 | 60.143730, 18.207306 | 10024400360001 | Ladda upp en bild av detta fornminne |
| Hökhuvud 37:1                              | Gravfält                    |              | Hökhuvud, Uppland   |                 | 60.144520, 18.205433 | 10024400370001 | Ladda upp en bild av detta fornminne |
| Hökhuvud 37:2                              | Gravfält                    |              | Hökhuvud, Uppland   |                 | 60.143828, 18.204743 | 10024400370002 | Ladda upp en bild av detta fornminne |
| Hökhuvud 38:1                              | Gravfält                    |              | Hökhuvud, Uppland   |                 | 60.149870, 18.211203 | 10024400380001 | Ladda upp en bild av detta fornminne |
| Rosensten (Hökhuvud 39:1)                  | Hällristning                |              | Hökhuvud, Uppland   |                 | 60.159437, 18.208618 | 10024400390001 | Ladda upp en bild av detta fornminne |
| Hökhuvud 40:1                              | Gravfält                    |              | Hökhuvud, Uppland   |                 | 60.159544, 18.201137 | 10024400400001 | Ladda upp en bild av detta fornminne |
| Hökhuvud 42:1                              | Gravfält                    |              | Hökhuvud, Uppland   |                 | 60.172480, 18.223262 | 10024400420001 | Ladda upp en bild av detta fornminne |
| Hökhuvud 42:2                              | Gravfält                    |              | Hökhuvud, Uppland   |                 | 60.173232, 18.224153 | 10024400420002 | Ladda upp en bild av detta fornminne |
| Hökhuvud 42:3                              | Gravfält                    |              | Hökhuvud, Uppland   |                 | 60.172041, 18.222959 | 10024400420003 | Ladda upp en bild av detta fornminne |
| Hökhuvud 43:1                              | Gravfält                    |              | Hökhuvud, Uppland   |                 | 60.159468, 18.203304 | 10024400430001 | Ladda upp en bild av detta fornminne |
| Hökhuvud 43:2                              | Stensättning                |              | Hökhuvud, Uppland   |                 | 60.159011, 18.203166 | 10024400430002 | Ladda upp en bild av detta fornminne |
| Hökhuvud 43:3                              | Lägenhetsbebyggelse         |              | Hökhuvud, Uppland   |                 | 60.159295, 18.203244 | 10024400430003 | Ladda upp en bild av detta fornminne |
| Hökhuvud 45:1                              | Gravfält                    |              | Hökhuvud, Uppland   |                 | 60.157737, 18.203520 | 10024400450001 | Ladda upp en bild av detta fornminne |
| Hökhuvud 46:1                              | Gravfält                    |              | Hökhuvud, Uppland   |                 | 60.175459, 18.214903 | 10024400460001 | Ladda upp en bild av detta fornminne |
| Hökhuvud 46:2                              | Gravfält                    |              | Hökhuvud, Uppland   |                 | 60.175478, 18.217106 | 10024400460002 | Ladda upp en bild av detta fornminne |
| Hökhuvud 46:3                              | Gravfält                    |              | Hökhuvud, Uppland   |                 | 60.176488, 18.214246 | 10024400460003 | Ladda upp en bild av detta fornminne |
| Hökhuvud 50:1                              | Gravfält                    |              | Hökhuvud, Uppland   |                 | 60.186800, 18.206205 | 10024400500001 | Ladda upp en bild av detta fornminne |
| Hökhuvud 51:1                              | Gravfält                    |              | Hökhuvud, Uppland   |                 | 60.197334, 18.200716 | 10024400510001 | Ladda upp en bild av detta fornminne |
| Hökhuvud 52:1                              | Stensättning                |              | Hökhuvud, Uppland   |                 | 60.196771, 18.202304 | 10024400520001 | Ladda upp en bild av detta fornminne |
| Hökhuvud 52:2                              | Stensättning                |              | Hökhuvud, Uppland   |                 | 60.196695, 18.202145 | 10024400520002 | Ladda upp en bild av detta fornminne |
| Hökhuvud 53:1                              | Stensättning                |              | Hökhuvud, Uppland   |                 | 60.257172, 18.283878 | 10024400530001 | Ladda upp en bild av detta fornminne |
| Hökhuvud 54:1                              | Gravfält                    |              | Hökhuvud, Uppland   |                 | 60.252863, 18.280706 | 10024400540001 | Ladda upp en bild av detta fornminne |
| Hökhuvud 55:1                              | Stensättning                |              | Hökhuvud, Uppland   |                 | 60.247057, 18.270068 | 10024400550001 | Ladda upp en bild av detta fornminne |
| Hökhuvud 56:1                              | Gravfält                    |              | Hökhuvud, Uppland   |                 | 60.251420, 18.246623 | 10024400560001 | Ladda upp en bild av detta fornminne |
| Hökhuvud 57:1                              | Gravfält                    |              | Hökhuvud, Uppland   |                 | 60.236309, 18.272244 | 10024400570001 | Ladda upp en bild av detta fornminne |
| Hökhuvud 62:1                              | Gravfält                    |              | Hökhuvud, Uppland   |                 | 60.173410, 18.222217 | 10024400620001 | Ladda upp en bild av detta fornminne |
| Hökhuvud 64:1                              | Stensättning                |              | Hökhuvud, Uppland   |                 | 60.214209, 18.192353 | 10024400640001 | Ladda upp en bild av detta fornminne |
| Hökhuvud 64:2                              | Stensättning                |              | Hökhuvud, Uppland   |                 | 60.214080, 18.192365 | 10024400640002 | Ladda upp en bild av detta fornminne |
| Hökhuvud 65:1                              | Stensättning                |              | Hökhuvud, Uppland   |                 | 60.218548, 18.192427 | 10024400650001 | Ladda upp en bild av detta fornminne |
| Hökhuvud 65:2                              | Stensättning                |              | Hökhuvud, Uppland   |                 | 60.218435, 18.192402 | 10024400650002 | Ladda upp en bild av detta fornminne |
| Hökhuvud 69:1                              | Lägenhetsbebyggelse         |              | Hökhuvud, Uppland   |                 | 60.225380, 18.191883 | 10024400690001 | Ladda upp en bild av detta fornminne |
| Hökhuvud 70:1                              | Hög                         |              | Hökhuvud, Uppland   |                 | 60.228343, 18.188725 | 10024400700001 | Ladda upp en bild av detta fornminne |
| Hökhuvud 74:1                              | Röse                        |              | Hökhuvud, Uppland   |                 | 60.130042, 18.276506 | 10024400740001 | Ladda upp en bild av detta fornminne |
| Hökhuvud 75:1                              | Röse                        |              | Hökhuvud, Uppland   |                 | 60.130277, 18.278844 | 10024400750001 | Ladda upp en bild av detta fornminne |
| Hökhuvud 75:2                              | Stensättning                |              | Hökhuvud, Uppland   |                 | 60.130735, 18.278769 | 10024400750002 | Ladda upp en bild av detta fornminne |
| Hökhuvud 75:3                              | Röse                        |              | Hökhuvud, Uppland   |                 | 60.130662, 18.277836 | 10024400750003 | Ladda upp en bild av detta fornminne |
| Hökhuvud 75:4                              | Röse                        |              | Hökhuvud, Uppland   |                 | 60.130934, 18.277789 | 10024400750004 | Ladda upp en bild av detta fornminne |
| Hökhuvud 77:1                              | Stensättning                |              | Hökhuvud, Uppland   |                 | 60.130149, 18.281046 | 10024400770001 | Ladda upp en bild av detta fornminne |
| Hökhuvud 77:2                              | Stensättning                |              | Hökhuvud, Uppland   |                 | 60.129565, 18.280757 | 10024400770002 | Ladda upp en bild av detta fornminne |
| Hökhuvud 77:3                              | Stensättning                |              | Hökhuvud, Uppland   |                 | 60.129810, 18.280299 | 10024400770003 | Ladda upp en bild av detta fornminne |
| Hökhuvud 77:5                              | Husgrund, historisk tid     |              | Hökhuvud, Uppland   |                 | 60.130323, 18.280819 | 10024400770005 | Ladda upp en bild av detta fornminne |
| Hökhuvud 79:1                              | Röse                        |              | Hökhuvud, Uppland   |                 | 60.133133, 18.279195 | 10024400790001 | Ladda upp en bild av detta fornminne |
| Hökhuvud 79:2                              | Stensättning                |              | Hökhuvud, Uppland   |                 | 60.133350, 18.279074 | 10024400790002 | Ladda upp en bild av detta fornminne |
| Hökhuvud 79:3                              | Stensättning                |              | Hökhuvud, Uppland   |                 | 60.133352, 18.278956 | 10024400790003 | Ladda upp en bild av detta fornminne |
| Hökhuvud 80:1                              | Stensättning                |              | Hökhuvud, Uppland   |                 | 60.132401, 18.280176 | 10024400800001 | Ladda upp en bild av detta fornminne |
| Hökhuvud 80:2                              | Röse                        |              | Hökhuvud, Uppland   |                 | 60.132186, 18.280956 | 10024400800002 | Ladda upp en bild av detta fornminne |
| Hökhuvud 80:3                              | Röse                        |              | Hökhuvud, Uppland   |                 | 60.132015, 18.280911 | 10024400800003 | Ladda upp en bild av detta fornminne |
| Hökhuvud 80:4                              | Stensättning                |              | Hökhuvud, Uppland   |                 | 60.131883, 18.281262 | 10024400800004 | Ladda upp en bild av detta fornminne |
| Hökhuvud 81:1                              | Gravfält                    |              | Hökhuvud, Uppland   |                 | 60.131998, 18.282545 | 10024400810001 | Ladda upp en bild av detta fornminne |
| Hökhuvud 82:1                              | Röse                        |              | Hökhuvud, Uppland   |                 | 60.133039, 18.283712 | 10024400820001 | Ladda upp en bild av detta fornminne |
| Hökhuvud 82:2                              | Stensättning                |              | Hökhuvud, Uppland   |                 | 60.133015, 18.283135 | 10024400820002 | Ladda upp en bild av detta fornminne |
| Hökhuvud 82:3                              | Gravfält                    |              | Hökhuvud, Uppland   |                 | 60.133454, 18.282702 | 10024400820003 | Ladda upp en bild av detta fornminne |
| Hökhuvud 82:4                              | Röse                        |              | Hökhuvud, Uppland   |                 | 60.133780, 18.282569 | 10024400820004 | Ladda upp en bild av detta fornminne |
| Hökhuvud 82:5                              | Röse                        |              | Hökhuvud, Uppland   |                 | 60.134006, 18.282771 | 10024400820005 | Ladda upp en bild av detta fornminne |
| Hökhuvud 84:1                              | Lägenhetsbebyggelse         |              | Hökhuvud, Uppland   |                 | 60.181263, 18.214129 | 10024400840001 | Ladda upp en bild av detta fornminne |
| Hökhuvud 85:1                              | Röse                        |              | Hökhuvud, Uppland   |                 | 60.127908, 18.268101 | 10024400850001 | Ladda upp en bild av detta fornminne |
| Hökhuvud 86:1                              | Stensättning                |              | Hökhuvud, Uppland   |                 | 60.163944, 18.237135 | 10024400860001 | Ladda upp en bild av detta fornminne |
| Hökhuvud 86:2                              | Stensättning                |              | Hökhuvud, Uppland   |                 | 60.163837, 18.237229 | 10024400860002 | Ladda upp en bild av detta fornminne |
| Hökhuvud 87:1                              | Röse                        |              | Hökhuvud, Uppland   |                 | 60.150683, 18.270599 | 10024400870001 | Ladda upp en bild av detta fornminne |
| Hökhuvud 88:1                              | Röse                        |              | Hökhuvud, Uppland   |                 | 60.152095, 18.275352 | 10024400880001 | Ladda upp en bild av detta fornminne |
| Hökhuvud 89:1                              | Röse                        |              | Hökhuvud, Uppland   |                 | 60.149951, 18.274928 | 10024400890001 | Ladda upp en bild av detta fornminne |
| Hökhuvud 90:1                              | Röse                        |              | Hökhuvud, Uppland   |                 | 60.149126, 18.274365 | 10024400900001 | Ladda upp en bild av detta fornminne |
| Hökhuvud 90:2                              | Stensättning                |              | Hökhuvud, Uppland   |                 | 60.149194, 18.274510 | 10024400900002 | Ladda upp en bild av detta fornminne |
| Hökhuvud 90:3                              | Stensättning                |              | Hökhuvud, Uppland   |                 | 60.149181, 18.274211 | 10024400900003 | Ladda upp en bild av detta fornminne |
| Hökhuvud 91:1                              | Röse                        |              | Hökhuvud, Uppland   |                 | 60.148405, 18.267712 | 10024400910001 | Ladda upp en bild av detta fornminne |
| Hökhuvud 91:2                              | Stensättning                |              | Hökhuvud, Uppland   |                 | 60.148465, 18.267576 | 10024400910002 | Ladda upp en bild av detta fornminne |
| Hökhuvud 91:3                              | Stensättning                |              | Hökhuvud, Uppland   |                 | 60.148481, 18.268268 | 10024400910003 | Ladda upp en bild av detta fornminne |
| Hökhuvud 91:4                              | Stensättning                |              | Hökhuvud, Uppland   |                 | 60.148596, 18.268337 | 10024400910004 | Ladda upp en bild av detta fornminne |
| Hökhuvud 91:5                              | Röse                        |              | Hökhuvud, Uppland   |                 | 60.148207, 18.268913 | 10024400910005 | Ladda upp en bild av detta fornminne |
| Hökhuvud 91:6                              | Röse                        |              | Hökhuvud, Uppland   |                 | 60.148952, 18.269897 | 10024400910006 | Ladda upp en bild av detta fornminne |
| Hökhuvud 91:7                              | Gravfält                    |              | Hökhuvud, Uppland   |                 | 60.148457, 18.269886 | 10024400910007 | Ladda upp en bild av detta fornminne |
| Hårsta (Hökhuvud 95:1)                     | Lägenhetsbebyggelse         |              | Hökhuvud, Uppland   |                 | 60.150247, 18.269070 | 10024400950001 | Ladda upp en bild av detta fornminne |
| Hökhuvud 96:1                              | Röse                        |              | Hökhuvud, Uppland   |                 | 60.140418, 18.273848 | 10024400960001 | Ladda upp en bild av detta fornminne |
| Hökhuvud 97:1                              | Röse                        |              | Hökhuvud, Uppland   |                 | 60.157809, 18.280806 | 10024400970001 | Ladda upp en bild av detta fornminne |
| Hökhuvud 97:2                              | Stensättning                |              | Hökhuvud, Uppland   |                 | 60.157882, 18.280699 | 10024400970002 | Ladda upp en bild av detta fornminne |
| Hökhuvud 97:3                              | Röse                        |              | Hökhuvud, Uppland   |                 | 60.157904, 18.280481 | 10024400970003 | Ladda upp en bild av detta fornminne |
| Hökhuvud 97:4                              | Röse                        |              | Hökhuvud, Uppland   |                 | 60.158123, 18.280900 | 10024400970004 | Ladda upp en bild av detta fornminne |
| Hökhuvud 101:1                             | Röse                        |              | Hökhuvud, Uppland   |                 | 60.150994, 18.266798 | 10024401010001 | Ladda upp en bild av detta fornminne |
| Hökhuvud 101:2                             | Stensättning                |              | Hökhuvud, Uppland   |                 | 60.150989, 18.266539 | 10024401010002 | Ladda upp en bild av detta fornminne |
| Hökhuvud 107:1                             | Gravfält                    |              | Hökhuvud, Uppland   |                 | 60.128588, 18.279356 | 10024401070001 | Ladda upp en bild av detta fornminne |
| Hökhuvud 108:1                             | Stensättning                |              | Hökhuvud, Uppland   |                 | 60.127503, 18.278827 | 10024401080001 | Ladda upp en bild av detta fornminne |
| Finntorp (Hökhuvud 118:1)                  | Lägenhetsbebyggelse         |              | Hökhuvud, Uppland   |                 | 60.136751, 18.316037 | 10024401180001 | Ladda upp en bild av detta fornminne |
| Prästtorpet (Hökhuvud 120:1)               | Lägenhetsbebyggelse         |              | Hökhuvud, Uppland   |                 | 60.212988, 18.216589 | 10024401200001 | Ladda upp en bild av detta fornminne |
| Hökhuvud 122:1                             | Gravfält                    |              | Hökhuvud, Uppland   |                 | 60.205901, 18.206452 | 10024401220001 | Ladda upp en bild av detta fornminne |
| Broforstorpet (Hökhuvud 123:1)             | Lägenhetsbebyggelse         |              | Hökhuvud, Uppland   |                 | 60.207628, 18.233279 | 10024401230001 | Ladda upp en bild av detta fornminne |
| Hökhuvud 126:1                             | Stensättning                |              | Hökhuvud, Uppland   |                 | 60.214853, 18.208834 | 10024401260001 | Ladda upp en bild av detta fornminne |
| Hökhuvud 129:1                             | Stensättning                |              | Hökhuvud, Uppland   |                 | 60.217836, 18.214756 | 10024401290001 | Ladda upp en bild av detta fornminne |
| Hökhuvud 129:2                             | Stensättning                |              | Hökhuvud, Uppland   |                 | 60.217899, 18.214655 | 10024401290002 | Ladda upp en bild av detta fornminne |
| Hökhuvud 129:3                             | Stensättning                |              | Hökhuvud, Uppland   |                 | 60.217954, 18.215055 | 10024401290003 | Ladda upp en bild av detta fornminne |
| Hökhuvud 129:4                             | Stensättning                |              | Hökhuvud, Uppland   |                 | 60.217782, 18.214194 | 10024401290004 | Ladda upp en bild av detta fornminne |
| Lindstorpet (Hökhuvud 131:1)               | Lägenhetsbebyggelse         |              | Hökhuvud, Uppland   |                 | 60.143353, 18.297189 | 10024401310001 | Ladda upp en bild av detta fornminne |
| Hökhuvud 141:1                             | Kvarn                       |              | Hökhuvud, Uppland   |                 | 60.212148, 18.130784 | 10024401410001 | Ladda upp en bild av detta fornminne |
| Kakelängstorpet (Hökhuvud 146:1)           | Lägenhetsbebyggelse         |              | Hökhuvud, Uppland   |                 | 60.210624, 18.069326 | 10024401460001 | Ladda upp en bild av detta fornminne |
| Hökhuvud 154:1                             | Lägenhetsbebyggelse         |              | Hökhuvud, Uppland   |                 | 60.221078, 18.170356 | 10024401540001 | Ladda upp en bild av detta fornminne |
| Hökhuvud 155:1                             | Husgrund, historisk tid     |              | Hökhuvud, Uppland   |                 | 60.229726, 18.187577 | 10024401550001 | Ladda upp en bild av detta fornminne |
| Hökhuvud 156:1                             | Stensättning                |              | Hökhuvud, Uppland   |                 | 60.197813, 18.195048 | 10024401560001 | Ladda upp en bild av detta fornminne |
| Hökhuvud 156:2                             | Stensättning                |              | Hökhuvud, Uppland   |                 | 60.197685, 18.194934 | 10024401560002 | Ladda upp en bild av detta fornminne |
| Hökhuvud 156:3                             | Stensättning                |              | Hökhuvud, Uppland   |                 | 60.197592, 18.194802 | 10024401560003 | Ladda upp en bild av detta fornminne |
| Hökhuvud 159:1                             | Lägenhetsbebyggelse         |              | Hökhuvud, Uppland   |                 | 60.232647, 18.187751 | 10024401590001 | Ladda upp en bild av detta fornminne |
| Hökhuvud 164:1                             | Lägenhetsbebyggelse         |              | Hökhuvud, Uppland   |                 | 60.231938, 18.271773 | 10024401640001 | Ladda upp en bild av detta fornminne |
| Hökhuvud 166:1                             | Hällristning                |              | Hökhuvud, Uppland   |                 | 60.235200, 18.282886 | 10024401660001 | Ladda upp en bild av detta fornminne |
| Hökhuvud 170:1                             | Gravfält                    |              | Hökhuvud, Uppland   |                 | 60.221835, 18.238079 | 10024401700001 | Ladda upp en bild av detta fornminne |
| Hökhuvud 172:1                             | Gravfält                    |              | Hökhuvud, Uppland   |                 | 60.224332, 18.223336 | 10024401720001 | Ladda upp en bild av detta fornminne |
| Hökhuvud 173:1                             | Gravfält                    |              | Hökhuvud, Uppland   |                 | 60.224256, 18.221017 | 10024401730001 | Ladda upp en bild av detta fornminne |
| Hökhuvud 179:1                             | Stensättning                |              | Hökhuvud, Uppland   |                 | 60.247030, 18.199851 | 10024401790001 | Ladda upp en bild av detta fornminne |
| Hökhuvud 180:1                             | Gravfält                    |              | Hökhuvud, Uppland   |                 | 60.252439, 18.245786 | 10024401800001 | Ladda upp en bild av detta fornminne |
| Hökhuvud 183:1                             | Lägenhetsbebyggelse         |              | Hökhuvud, Uppland   |                 | 60.233083, 18.277123 | 10024401830001 | Ladda upp en bild av detta fornminne |
| Hökhuvud 183:2                             | Stensättning                |              | Hökhuvud, Uppland   |                 | 60.233431, 18.276684 | 10024401830002 | Ladda upp en bild av detta fornminne |
| Hökhuvud 185:1                             | Stensättning                |              | Hökhuvud, Uppland   |                 | 60.235393, 18.259595 | 10024401850001 | Ladda upp en bild av detta fornminne |
| Hökhuvud 185:2                             | Stensättning                |              | Hökhuvud, Uppland   |                 | 60.235567, 18.259724 | 10024401850002 | Ladda upp en bild av detta fornminne |
| Hökhuvud 186:1                             | Stensättning                |              | Hökhuvud, Uppland   |                 | 60.238137, 18.261818 | 10024401860001 | Ladda upp en bild av detta fornminne |
| Hökhuvud 186:2                             | Stensättning                |              | Hökhuvud, Uppland   |                 | 60.238251, 18.261298 | 10024401860002 | Ladda upp en bild av detta fornminne |
| Hökhuvud 186:3                             | Stensättning                |              | Hökhuvud, Uppland   |                 | 60.238404, 18.260932 | 10024401860003 | Ladda upp en bild av detta fornminne |
| Hökhuvud 187:1                             | Gravfält                    |              | Hökhuvud, Uppland   |                 | 60.234739, 18.262340 | 10024401870001 | Ladda upp en bild av detta fornminne |
| Hökhuvud 187:2                             | Stensättning                |              | Hökhuvud, Uppland   |                 | 60.235277, 18.261732 | 10024401870002 | Ladda upp en bild av detta fornminne |
| Hökhuvud 189:1                             | Gravfält                    |              | Hökhuvud, Uppland   |                 | 60.253970, 18.279946 | 10024401890001 | Ladda upp en bild av detta fornminne |
| Hökhuvud 190:1                             | Hällristning                |              | Hökhuvud, Uppland   |                 | 60.253918, 18.279541 | 10024401900001 | Ladda upp en bild av detta fornminne |
| Hökhuvud 197:1                             | Stensättning                |              | Hökhuvud, Uppland   |                 | 60.227545, 18.252068 | 10024401970001 | Ladda upp en bild av detta fornminne |
| Hökhuvud 197:2                             | Stensättning                |              | Hökhuvud, Uppland   |                 | 60.227566, 18.251821 | 10024401970002 | Ladda upp en bild av detta fornminne |
| Hökhuvud 198:1                             | Gravfält                    |              | Hökhuvud, Uppland   |                 | 60.237445, 18.194799 | 10024401980001 | Ladda upp en bild av detta fornminne |
| Gunbyletorp (Hökhuvud 201:1)               | Lägenhetsbebyggelse         |              | Hökhuvud, Uppland   |                 | 60.229762, 18.243086 | 10024402010001 | Ladda upp en bild av detta fornminne |
| Hökhuvud 202:1                             | Gravfält                    |              | Hökhuvud, Uppland   |                 | 60.132562, 18.220810 | 10024402020001 | Ladda upp en bild av detta fornminne |
| Hökhuvud 204:1                             | Gravfält                    |              | Hökhuvud, Uppland   |                 | 60.148195, 18.207279 | 10024402040001 | Ladda upp en bild av detta fornminne |
| Hökhuvud 205:1                             | Lägenhetsbebyggelse         |              | Hökhuvud, Uppland   |                 | 60.146612, 18.214507 | 10024402050001 | Ladda upp en bild av detta fornminne |
| Hökhuvud 206:1                             | Lägenhetsbebyggelse         |              | Hökhuvud, Uppland   |                 | 60.147381, 18.215560 | 10024402060001 | Ladda upp en bild av detta fornminne |
| Hökhuvud 207:1                             | Gravfält                    |              | Hökhuvud, Uppland   |                 | 60.147696, 18.216031 | 10024402070001 | Ladda upp en bild av detta fornminne |
| Hökhuvud 209:1                             | Lägenhetsbebyggelse         |              | Hökhuvud, Uppland   |                 | 60.143794, 18.216260 | 10024402090001 | Ladda upp en bild av detta fornminne |
| Hökhuvud 213:1                             | Stensättning                |              | Hökhuvud, Uppland   |                 | 60.213407, 18.207627 | 10024402130001 | Ladda upp en bild av detta fornminne |
| Hökhuvud 213:2                             | Stensättning                |              | Hökhuvud, Uppland   |                 | 60.213313, 18.207657 | 10024402130002 | Ladda upp en bild av detta fornminne |
| Hökhuvud 213:3                             | Stensättning                |              | Hökhuvud, Uppland   |                 | 60.213442, 18.207800 | 10024402130003 | Ladda upp en bild av detta fornminne |
| Hökhuvud 214:1                             | Gravfält                    |              | Hökhuvud, Uppland   |                 | 60.143946, 18.212524 | 10024402140001 | Ladda upp en bild av detta fornminne |
| Hökhuvud 216:1                             | Stensättning                |              | Hökhuvud, Uppland   |                 | 60.144916, 18.203999 | 10024402160001 | Ladda upp en bild av detta fornminne |
| Hökhuvud 218:1                             | Gravfält                    |              | Hökhuvud, Uppland   |                 | 60.148966, 18.208554 | 10024402180001 | Ladda upp en bild av detta fornminne |
| Hökhuvud 218:2                             | Lägenhetsbebyggelse         |              | Hökhuvud, Uppland   |                 | 60.149103, 18.208206 | 10024402180002 | Ladda upp en bild av detta fornminne |
| Hökhuvud 219:1                             | Gravfält                    |              | Hökhuvud, Uppland   |                 | 60.152361, 18.214484 | 10024402190001 | Ladda upp en bild av detta fornminne |
| Hökhuvud 220:1                             | Gravfält                    |              | Hökhuvud, Uppland   |                 | 60.154772, 18.209733 | 10024402200001 | Ladda upp en bild av detta fornminne |
| Hökhuvud 221:1                             | Gravfält                    |              | Hökhuvud, Uppland   |                 | 60.159596, 18.210057 | 10024402210001 | Ladda upp en bild av detta fornminne |
| Hökhuvud 223:1                             | Gravfält                    |              | Hökhuvud, Uppland   |                 | 60.158438, 18.212730 | 10024402230001 | Ladda upp en bild av detta fornminne |
| Hökhuvud 224:1                             | Gravfält                    |              | Hökhuvud, Uppland   |                 | 60.255776, 18.204161 | 10024402240001 | Ladda upp en bild av detta fornminne |
| Hökhuvud 225:1                             | Stensättning                |              | Hökhuvud, Uppland   |                 | 60.255449, 18.202446 | 10024402250001 | Ladda upp en bild av detta fornminne |
| Hökhuvud 225:2                             | Stensättning                |              | Hökhuvud, Uppland   |                 | 60.255320, 18.202431 | 10024402250002 | Ladda upp en bild av detta fornminne |
| Hökhuvud 228:1                             | Stensättning                |              | Hökhuvud, Uppland   |                 | 60.156927, 18.207383 | 10024402280001 | Ladda upp en bild av detta fornminne |
| Hökhuvud 229:1                             | Gravfält                    |              | Hökhuvud, Uppland   |                 | 60.163597, 18.211768 | 10024402290001 | Ladda upp en bild av detta fornminne |
| Hökhuvud 230:1                             | Grav- och boplatsområde     |              | Hökhuvud, Uppland   |                 | 60.166415, 18.197618 | 10024402300001 | Ladda upp en bild av detta fornminne |
| Hökhuvud 230:3                             | Gravfält                    |              | Hökhuvud, Uppland   |                 | 60.165866, 18.198995 | 10024402300003 | Ladda upp en bild av detta fornminne |
| Hökhuvud 232:1                             | Stensättning                |              | Hökhuvud, Uppland   |                 | 60.212657, 18.236132 | 10024402320001 | Ladda upp en bild av detta fornminne |
| Hökhuvud 232:2                             | Stensättning                |              | Hökhuvud, Uppland   |                 | 60.212734, 18.236310 | 10024402320002 | Ladda upp en bild av detta fornminne |
| Börstil 182:2                              | Stensättning                |              | Hökhuvud, Uppland   |                 | 60.245866, 18.305050 | 10021401820002 | Ladda upp en bild av detta fornminne |